# Third Base Fourth
Third Base Fourth (４番サード, Yonban Saado) is een shounen manga van Gosho Aoyama. Het is voor het eerst verschenen in Weekly Shounen Sunday in 1993 en telt 1 deel.

## Verhaal
```
	Gosho Aoyama
```

Nagashima Shigeo (長嶋茂雄) speelt mee in het honkbalteam van zijn school Kounan. Shigeo is echter niet een goede speler. Op een dag komt hij een geheimzinnig winkeltje tegen waar hij een honkbalknuppel koopt.
Als hij hem uitprobeert, blijkt het een magische knuppel te zijn! Hij kan elke bal ermee raken, maar er is een voorwaarde. Voor elke slag moet Shigeo geld opofferen. Dit verdwijnt in een potje in de winkel waar hij de knuppel heeft gekocht.
Het team van Kohnan komt tot de finale van de kampioenschappen, waar ze tegen de school Ougane moeten. Daar blijkt de jongen Inao Kazuhisa (稲尾 和久) in het bezit te zijn van een honkbalhandschoen, waarmee je altijd te hard werpt voor een knuppel. Ook hij moet betalen voor elke worp, maar waar Shigeo hard werkt voor elke yen, blijkt Kazuhisa de beschikking te hebben over 50 miljoen yen!

## Invloeden
Zowel Nagashima Shigeo als Inao Kazuhisa zijn in werkelijkheid bekende Japanse honkbalspelers.